# Brunella Bovo
Pour les articles homonymes, voir Bovo.
Brunella Bovo, parfois créditée Barbara Hudson, née à Padoue le 4 mars 1932 et morte à Rome le 21 février 2017, est une actrice italienne.

## Biographie

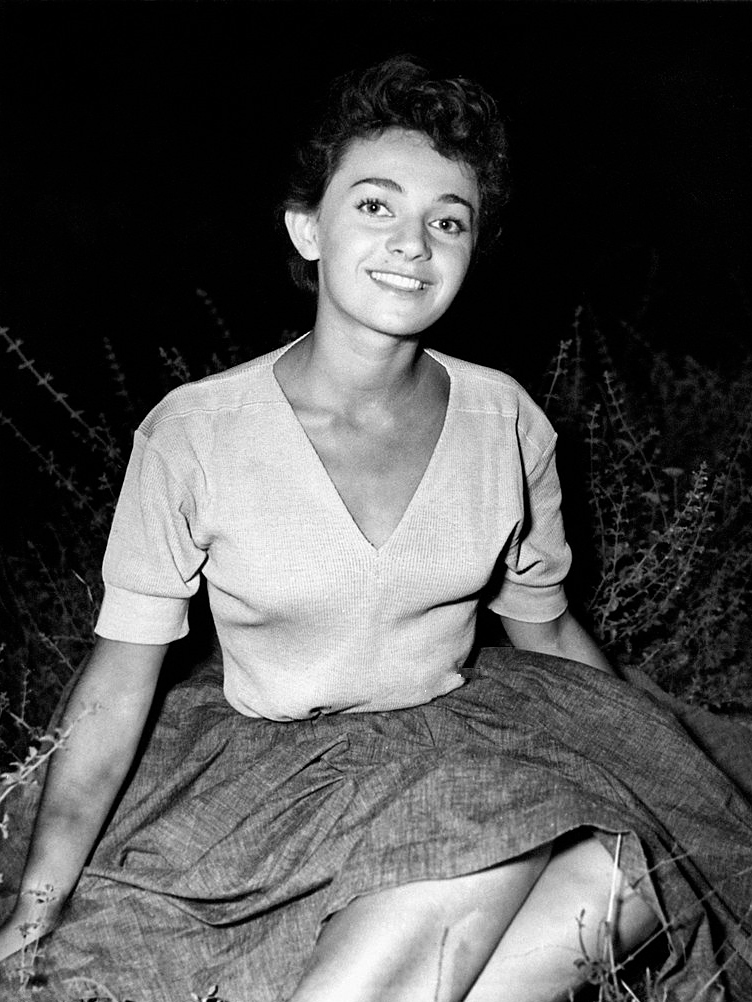
Brunella Bovo dans les années 1950.

Brunella Bovo est née à Padoue. Après avoir fait ses débuts au cinéma avec un rôle mineur dans Ho sognato il paradiso et échoué à être admise au Centro Sperimentale di Cinematografia, elle remporte en 1951 le casting pour le rôle d'Edvige dans le film néoréaliste de Vittorio De Sica Miracle à Milan. Un an plus tard, elle obtient un rôle tout aussi important, celui de Wanda dans le film de Federico Fellini Le Cheik blanc. En dépit de la popularité acquise, elle poursuit sa carrière principalement dans des films de série B, où elle est parfois créditée sous le nom de Barbara Hudson. Elle a également travaillé dans des feuilletons télévisés. Sa sœur Mariolina Bovo était aussi une actrice.

## Filmographie
- 1949 : J'étais une pécheresse (Ho sognato il paradiso) de Giorgio Pàstina : une jeune mariée
- 1951 : Miracle à Milan (Miracolo a Milano) de Vittorio De Sica : Edvige
- 1951 : La vendetta di una pazza (it) de Pino Mercanti : Anna Maria Micheli
- 1952 : Le Cheik blanc (Lo sceicco bianco) de Federico Fellini : Wanda Giardino
- 1953 : Des gosses de riches (Fanciulle di lusso) de Bernard Vorhaus : Ginny Gordon
- 1953 : Les femmes mènent le jeu (Scampolo '53) de Giorgio Bianchi : Augusta
- 1953 : Le Drame d'une vie (Dieci canzoni d'amore da salvare) de Flavio Calzavara : Carmela
- 1953 : Seuls dans la rue (it) (Soli per le strade) de Silvio Siano : Nannina
- 1955 : Wiretapper (en) de Dick Ross
- 1955 : Dramma nel porto (it) de Roberto Bianchi Montero : Bianca Maria
- 1956 : I vagabondi delle stelle (it) de Nino Stresa
- 1960 : Salammbo de Sergio Grieco
- 1960 : Cavalcata selvaggia de Piero Pierotti
- 1961 : Jeunesse de nuit (Gioventù di notte) de Mario Sequi : Brunella
- 1965 : Colorado Charlie de Roberto Mauri : Nora